# Ernst Schlütter
Ernst August Wilhelm Schlütter (* 20. Oktober 1884 in Pyritz; † 2. Januar 1960 in Bad Homburg) war ein deutscher Jurist und Ministerialbeamter.

## Leben
Ernst Schlütter promovierte 1905 an der Universität Greifswald mit dem Thema Die Stellung des gutgläubigen unentgeltlichen Erwerbers nach preußischem Recht und nach bürgerlichem Gesetzbuch. 1910 war er Gerichtsassessor am Amtsgericht Wolgast und kam 1912 von Breslau mit der Ernennung zum Regierungsassessor zur preußisch-hessischen Staatseisenbahnverwaltung nach Essen. 1918 wurde er Regierungsrat und war im Jahr darauf im Preußischen Ministerium der öffentlichen Arbeit. In den preußischen Staatsdienst wurde er 1920 übernommen und kam in das Reichsverkehrsministerium. 1922 war er einziger Referent der Zweigstelle Preußen-Hessen unter der Leitung des Staatssekretärs Georg Bodenstein.
1923 wurde er Oberregierungsrat und war 1924 als Ministerialrat im Reichsverkehrsministerium Referent der Finanz- und Rechtsabteilung. Im gleichen Jahr wechselte er in die Reichsbahndirektion Stettin. Er wechselte zurück in die Eisenbahnabteilung des Reichsverkehrsministeriums und war auch Mitglied des Reichseisenbahnrates. Zum 25. Februar 1942 wurde er Ministerialdirigent und war, wie auch vorher schon, Sachbearbeiter aller Abteilungen der Eisenbahnabteilung des Reichsverkehrsministeriums.
Nach dem Krieg war er von 1945 bis 1948 in der Hauptverwaltung der erneut eingerichteten Deutschen Reichsbahn; die ehemalige Verwaltung der Direktoren der Deutschen Eisenbahnen; und kurz als Nachfolger von Wilhelm Fitzner 1948 Präsident der Deutschen Zentralverwaltung des Verkehrs (DZVV) in der sowjetischen Zone. Die Deutsche Zentralverwaltung des Verkehrs war für die zentrale Lenkung des Verkehrswesens verantwortlich und leitete die Deutsche Reichsbahn. Anschließend blieb er nach der Umorganisation der Deutschen Zentralverwaltung des Verkehrs in der neu entstandenen Hauptverwaltung Verkehr (HVV), der Vorläuferorganisation des Ministeriums für Verkehr, und ging 1949 in Ruhestand. Vor der Gründung der DDR im August 1949 verließ er das spätere Staatsgebiet der DDR und siedelte in die BRD über.
Gemeinsam mit August Hegler veröffentlichte er 1933 unter dem Titel Rechtsfragen aus dem Eisenbahnwesen die zwei Vorträge zur 4. Studienkonferenz der Deutschen Reichsbahn-Gesellschaft, welche beide während der Konferenz gehalten hatten.